# Zoran Dobrić

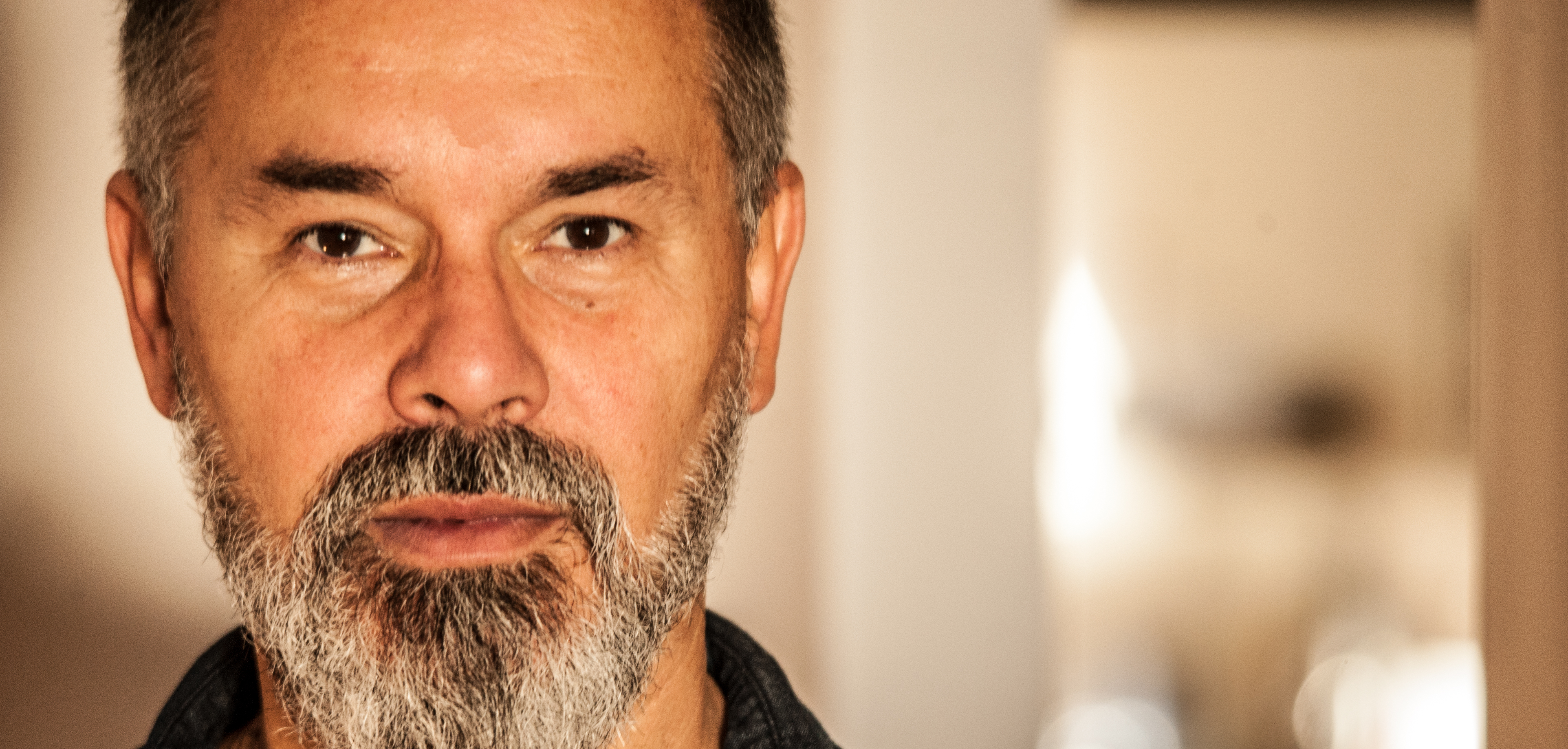
Zoran Dobrić

Zoran Dobrić (* 14. August 1960 in Smederevo, Jugoslawien) ist Journalist und lebt seit 1988 in Wien, Österreich.

## Leben
Zoran Dobrić arbeitete zunächst als Radioreporter und Moderator beim heimischen Sender „Radio Smederevo“. Nach seinem Umzug nach Österreich war er von 1991 bis 2003 als Reporter für die ORF-Sendungen „X-Large“, „Willkommen Österreich“ und „Journal-Panorama“ tätig. Danach arbeitete er drei Jahre bei österreichischen Privatsendern. Von 2006 bis Juni 2016 war Dobrić als Reporter beim ORF Chronik-Wochenmagazin „Thema“ und Polit-Magazin „Report“ beschäftigt. Seit Juli 2016 ist Dobrić bei ORF-„Religion und Wissenschaft“ tätig.
Am 28. Mai 2009 erhielt Dobrić für seinen Thema-Beitrag zum Mordfall Raven Vollrath aus der Hand von Bundespräsident Dr. Heinz Fischer den Robert-Hochner-Preis, der von der österreichischen Journalistengewerkschaft seit 2005 vergeben wird. Die Jury begründet dies unter anderem wie folgt: Durch journalistische Beharrlichkeit und Präzision von Zoran Dobric wurden die schweren Ermittlungsfehler der Tiroler Polizei und Staatsanwaltschaft rund um den Tod des Saisonarbeiters Raven Vollrath aufgedeckt und der bereits eingestellte Fall wieder aufgerollt.

### Auszeichnungen
2011 erhielt Dobrić für seine Beiträge zum Thema „Kirche und Opfer“ und „Klasnic-Kommission“ sowie sein langjähriges journalistisches Eintreten für die Rechte sozialer Minderheiten und gesellschaftlicher Randgruppen den Prof. Claus Gatterer-Preis.
2012 wurde Zoran Dobrić für die ORF-Reportage Die vergessenen Kinder von Kiew und Odessa mit dem „Journalistenpreis von unten“ der österreichischen Armutskonferenz ausgezeichnet. „Besonders beeindruckend fand die Jury, wie Zoran Dobric die Fußballeuropameisterschaft in der Ukraine mit der Situation von Straßenkindern gegengeschnitten hat.“
Mit der Fernsehreportage „Die Balkanroute – Auf der Flucht“ wurde Zoran Dobrić für den Europäischen CIVIS Fernsehpreis 2016 und für den österreichischen Dr. Karl Renner Publizistikpreis 2015 nominiert.
2022 erhielt Zoran Dobrić für seinen ORF-Beitrag „Inklusion in Schulen“, der das falsche Bild der Gesellschaft vom Asperger-Syndrom in den Fokus nimmt, den Herbert-Pichler-Inklusions-Medienpreis in der Kategorie Fernsehen. Der Preis wurde zum ersten Mal von Licht ins Dunkel und dem Österreichischen Rundfunk (ORF) verliehen.

### Werk
Sein Buch „Ein Stück Leben“, herausgegeben im Jänner 2021 vom Residenzverlag, ist ein journalistisches Buch zum Thema Organspende und Transplantation in Österreich. „Es ist eine hochinformative Reise in die Grauzone zwischen Leben und Tod, auf der sich Leserinnen und Leser dieses Buches über Organtransplantation und Hirntoddiagnostik begeben. Allein die minutiöse Wiedergabe der medizinischen und chirurgischen Vorgänge macht es zu einem Gewinn“, schreibt das deutsche Magazin P.M. in seiner 03/2021 Ausgabe. 
Beim Dreh in einem Krankenhaus wurde Dobric verständigt, dass es einen potenziellen Organspender geben könnte. „Als Journalist habe ich mich wahnsinnig gefreut, dass ich bei einer Hirntod-Diagnostik dabei sein kann. Kurz darauf habe ich aber verstanden, wie skurril meine Freude ist – ein Mensch kämpft da gerade seinen letzten Kampf“, erzählt Dobric. „Das ist in Wahrheit der große Konflikt der Organtransplantation, den die Gesellschaft tragen muss: Auf der einen Seite freuen sich Menschen, die ein Organ bekommen, auf der anderen Seite trauern jene, die ihren Angehörigen verloren haben.“